# Junge Tat
Junge Tat és un grup polític d'extrema dreta a la Suïssa de parla alemanya que existeix des del 2020.

## Objectius i membres
El Junge Tat està associat amb el Moviment Identitari i la Nova Dreta. El seu logotip és la runa Tīwaz, símbol de la victòria. Junge Tat és la branca juvenil del Front d'Acció Nacional (NAF), el lideratge intel·lectual està en mans de les organitzacions d'extrema dreta Blood and Honor i Combat 18.
Els seus membres són molt joves i en part mantenen la seva identitat en secret. Malgrat això, Tobias Lingg i Manuel Corchia apareixen públicament i es troben entre les principals figures del Junge Tat. El març de 2022, els periodistes d'investigació sobre el grup estimaven la mida del grup en 20 membres.

## Història
El predecessor directe del Junge Tat és el grup "Eisenjugend", que va aparèixer el 2020 amb el portaveu de 19 anys "Eszil". Es van inspirar en un grup nord-americà anomenat Iron Youth. Amb adhesius antisemites el grup volia "defensar-se" contra el que en deien el “⁣mite” també propagat pel Junge Tat, segons el qual "una elit en una conspiració a gran escala volia substituir la població blanca a Europa i als EUA per altres grups de població com els migrants". Així, segons el grup Suïssa s'hauria de transformar en un estat de blancs. En un canal de Telegram, es van arribar a llegir textos "des d'un racó fosc d'Internet", segons el Tages-Anzeiger. Un dels textos era escrit per Heinrich Himmler l'any 1944 i "va resumir l'horror en la seva forma més malaltissa". A més, el neonazi James Mason era retratat com un "sant". A més, va haver-hi contactes amb el grup "Joventut Nacionalista Suïssa", que estava afiliat a la fraternitat neonazi Front d'Acció Nacional (NAF). Les armes de foc van ser confiscades a Eszil per la policia l'agost de 2020 i el gener de 2021, sis membres van ser arrestats temporalment després d'interrompre un esdeveniment cultural en línia organitzat per la Comunitat Liberal Jueva de la ciutat de Zúric.
El novembre de 2020, el nom Junge Tat i el seu símbol es van utilitzar en un vídeo amb referències al nacionalsocialisme, el moviment identitari i la nova dreta.
En aquest moment, el gener de 2021, la "Joventut de Ferro" es va considerar dissolta, així com el seu grup soci Joventut Nacionalista Suïssa. Els membres d'ambdós grups van fundar el nou grup Junge Tat. El maig de 2021, membres del Junge Tat van ser atacats inesperadament per activistes d'esquerra durant un viatge al museu a l'aire lliure Ballenberg. Eszil tenia un dit trencat, però segons el Tages-Anzeiger, les "víctimes" del dia també van escriure amb orgull que "la lluita és el pare de totes les coses". En almenys dos casos, els participants de Junge Tat provenien de St. Gallen o Valais, incloses dones. Durant un altre passeig pel Junge Tat a la regió de Basilea, l'extrema esquerra va provar d'atacar de nou, però la policia va impedir la trobada.
El 2021, Junge Tat va participar en una de les trobades més grans de neonazis a Suïssa a Sempach i va tenir Eszil com a ponent principal. Segons els periodistes i l'investigador d'extrema dreta Damir Skenderovic, això demostraria la importància de la xarxa del "Front d'Acció Nacional".
El març de 2023, el grup i la qüestió del perill que suposa van ser objecte d'una interpel·lació del Parlament Federal. El maig de 2023, les activitats del Junge Tat van ser esmentades a l'informe anual del servei d'intel·ligència. Fins al 2019, a l'informe NDB s'esmentaven diversos grups de dretes. Durant els últims tres anys, només el Junge Tat s'ha enumerat explícitament. Segons Xavier Dufour, Junge Tat utilitza deliberadament un símbol del Tercer Reich com a marca identificativa.
L'any 2024, sis membres del Junge Tat van ser condemnats a multes i sancions per ordre penal, van estar implicats, entre altres coses, en accions disruptives el 2022 durant un acte de l'Orgull LGBT i una conferència drag-queen per a nens. Segons els fets en què hagués participat l'acusat, es van aplicar diversos delictes penals, com ara discriminació racial, alteració de la llibertat de creença i culte, vulneració de la pau, delictes contra la Llei d'explosius, coacció, danys a la propietat, intrusió i escolta i gravació de converses d'altres persones. Les investigacions penals dels dos fundadors i líders del grup, que tenen condemnes anteriors, continuen en curs. L'acusat va interposar un recurs contra les ordres penals.
Segons la informació de l'empresa de mitjans alemanya Correctiv, el desembre de 2024 va tenir lloc a Kloten una reunió amb el membre de l'AfD del Bundestag Roger Beckamp i la diputada de Brandenburg AfD del parlament estatal Lena Kotré, que va ser organitzada pel Junge Tat, anunciada obertament, però blindada. En gravacions filtrades anteriorment, l'assessor d'AfD i extremista dret Erik Ahrens va declarar que buscava l'establiment de grups esportius militars inspirats en el Junge Tat com a part d'una estratègia per aconseguir el poder a Alemanya.

## Connexions amb Young SVP
Ja l'any 2022, WOZ, entre d'altres, va informar que un antic membre de la junta del Young SVP del Cantó de St. Gallen estava actiu al Junge Tat. Mentrestant, però, havia abandonat el partit.
El 2023, es va saber que els líders del Young SVP tenien vincles amb el Young Tat, cosa que va provocar controvèrsia dins del partit de la joventut i en la política suïssa més àmplia.
El portaveu de la Joventut de Ferro, Eszil, es va convertir en membre del Young SVP Thurgau en una data desconeguda, però va ser expulsat el novembre de 2023. El març de 2024, Junge Tat va organitzar una conferència de l'extrema dreta Martin Sellner, que va ser interrompuda i Sellner va ser expulsat per la policia. El president de l'Aargau Young SVP va expressar la seva solidaritat amb Sellner, però ja havia escrit l'octubre de 2023 que cal reconèixer honestament que "el Junge Tat tracta exactament els mateixos problemes que nosaltres". Els antics membres de la direcció del partit van demanar la seva dimissió immediata.